# 二川村 (福岡県三池郡)
二川村（ふたかわむら）は、福岡県三池郡にあった村。現在のみやま市の一部。

## 地理
矢部川支流・楠田川流域に位置していた。

## 歴史
- 1889年（明治22年）4月1日 - 町村制の施行により、三池郡濃施村、上楠田村、下楠田村が合併して村制施行し、二川村が発足[1][2]。
- 1919年（大正8年）- 二川信用購買組合設立[1]
- 1931年（昭和6年）10月1日 - 三池郡岩田村、江浦村と合併して高田村を新設して廃止[1][2]。

## 交通
- 1891年（明治24年）- 九州鉄道（現鹿児島本線）渡瀬駅が下楠田に開設[1]。